# ETX
ETX (англ. Embedded Technology Extended) — форм-фактор материнських плат, актуальний для вбудованих систем. Розмір плати становить 95 × 114 мм. Кожна плата містить вбудоване процесорне ядро, пам'ять, загальні порти введення-виведення архітектури PC/AT (послідовний, паралельний і т. д. порти), USB, аудіо-, відеороз'єми і Ethernet. Усі сигнали введення-виведення, а також повноцінна реалізація шин ISA і PCI привели до створення чотирьох рядів низькопрофільних конекторів на нижній стороні плати.
Плати ETX випускаються з процесорами AMD Geode, VIA, Intel Pentium, Celeron і Core Duo.
XTX — шлях оновлення стандарту ETX з 75% сумісністю по контактах. У XTX прибрана шина ISA і додані PCI -Express, SATA і LPC.
COM Express — новий стандарт форм-фактора представлений PICMG в 2005 році.
Він також отримав назву «ETXexpress»; це вносить деяку плутанину, оскільки цей стандарт фактично не має нічого спільного зі стандартними ETX.
Компанія Kontron вбудованих модулів є членом-засновником промислової групи ETX (ETX — IG). ETX і ETXexpress є зареєстрованими торговими марками компанії Kontron Embedded Модулі GmbH.

## Порівняльна таблиця
|                                | ETX                  | XTX                                            | COM Express                                                                                    |
| Розміри                        | 95 × 114 мм          | 95 × 114 мм                                    | - Розширений: 110 × 155 мм - Основний: 95 × 125 мм - Компактний: 95 × 95 мм - Mini: 55 × 84 мм |
| PCI Express Графічна підтримка | —                    | —                                              | до 16                                                                                          |
| Ethernet                       | 10/100               | 10/100                                         | 10/100/1000                                                                                    |
| IDE                            | 2 IDE, 2 SATA        | 2 IDE, 4 SATA                                  | IDE, 4 SATA                                                                                    |
| LPC                            | —                    | так                                            | так                                                                                            |
| USB                            | 4 USB                | 6 USB                                          | 8 USB                                                                                          |
| Підтримка аудіо                | Лінійний In/Out, Mic | AC'97, лінійний вхід/вихід, вхід для мікрофона | AC'97, лінійний вхід/вихід, вхід для мікрофона, цифрове AC'97, HDA                             |